# East McKeesport
East McKeesport é um distrito localizado no estado norte-americano da Pensilvânia, no Condado de Allegheny.

## Demografia
Segundo o censo norte-americano de 2000, a sua população era de 2343 habitantes.
Em 2006, foi estimada uma população de 2171, um decréscimo de 172 (-7.3%).

## Geografia
De acordo com o United States Census Bureau tem uma área de 1,0 km², dos quais 1,0 km² cobertos por terra e 0,0 km² cobertos por água.

## Localidades na vizinhança
O diagrama seguinte representa as localidades num raio de 4 km ao redor de East McKeesport.